# L'Alizé
Pour les articles homonymes, voir Alizé (homonymie).
Singles de Alizée
Moi... Lolita Parler tout bas
Pistes de Gourmandises
Lui ou toi J.B.G.
L'Alizé est une chanson d'Alizée, écrite par Mylène Farmer et composée par Laurent Boutonnat, sortie en 2000. C'est le deuxième single de la chanteuse extrait de son album Gourmandises. C'est également son premier numéro 1 en France où il s'est vendu à plus de 700 000 exemplaires. Le titre a aussi connu un joli succès à l'étranger (no 5 en Belgique, no 43 en Allemagne, no 52 en Autriche…).

## Formats
CD Single France
1. L'Alizé 4:15
2. L'Alizé (version instrumentale) 4:15

CD maxi France
1. L'Alizé 4:15
2. L'Alizé (Vent d'amour club remix) 5:15
3. L'Alizé (Sirocco house remix) 4:50
4. L'Alizé (Sweet brise slow remix) 4:55
5. L'Alizé (Dans le vent dance mix) 5:16

CD maxi Allemagne
1. L'Alizé (Radio edit) 3:35
2. L'Alizé (Vent d'amour club remix) 5:15
3. L'Alizé (Sunny season mix) 5:25
4. L'Alizé (Sweet brise slow remix) 4:55
5. L'Alizé (Dans le vent dance mix) 5:16
6. L'Alizé (Single version) 4:15

Maxi 33 Tours France
- Face A :

1. L'Alizé (Vent d'amour club remix) 5:15
2. L'Alizé (Single) 4:15

- Face B :

1. L'Alizé (Sirocco house remix) 4:50
2. L'Alizé (Sweet brise slow remix) 4:55

EP Digital (2025)
1. Single Version (4’16)
2. Vent d'Amour Club Remix (5’22)
3. Sirocco House Remix (4’54)
4. Sweet Brise Slow Remix (5’00)
5. Dans Le Vent Dance Mix (5’20)
6. DJ Tonka's Sunny Season Edit (3’14) Inédit
7. DJ Tonka's Sunny Season Mix (5’30)
8. DJ Tonka's Sunny Season Instrumental (5’30)
9. Radio Edit (3'45)
10. Instrumental (4’17)

## Vidéoclip
Le clip a été tourné en Belgique et présente Alizée évoluant devant une toile orangée entourée de ses musiciens, de bulles et de fausse neige.
- Réalisateur : Pierre Stine
- Directeur de la photographie : Aldo Piscinia
- Production : Requiem Publishing
- Format : 35 mm
- Durée : 3:45

## Classements
| Pays                | Meilleure Position |
| ------------------- | ------------------ |
| France              | 1                  |
| Estonie             | 1                  |
| Belgique (Wallonie) | 5                  |
| Pologne             | 9                  |
| Israël              | 21                 |
| Suisse              | 23                 |
| Allemagne           | 43                 |
| Autriche            | 52                 |
| Pays-Bas            | 63                 |

| Pays   | Certification | Date         | Ventes certifiques | Ventes physiques |
| ------ | ------------- | ------------ | ------------------ | ---------------- |
| France | Platine       | 28 mars 2001 | 500,000            | 582,000          |